# +Crataegomespilus
+Crataegomespilus es el nombre genérico aplicado a las quimeras de injerto entre los géneros Crataegus y Mespilus. No debe confundirse con ×Crataemespilus, que se refiere al cruce híbrido entre dichos géneros, ni con Chamaemespilus, género o subgénero segregado de Sorbus.

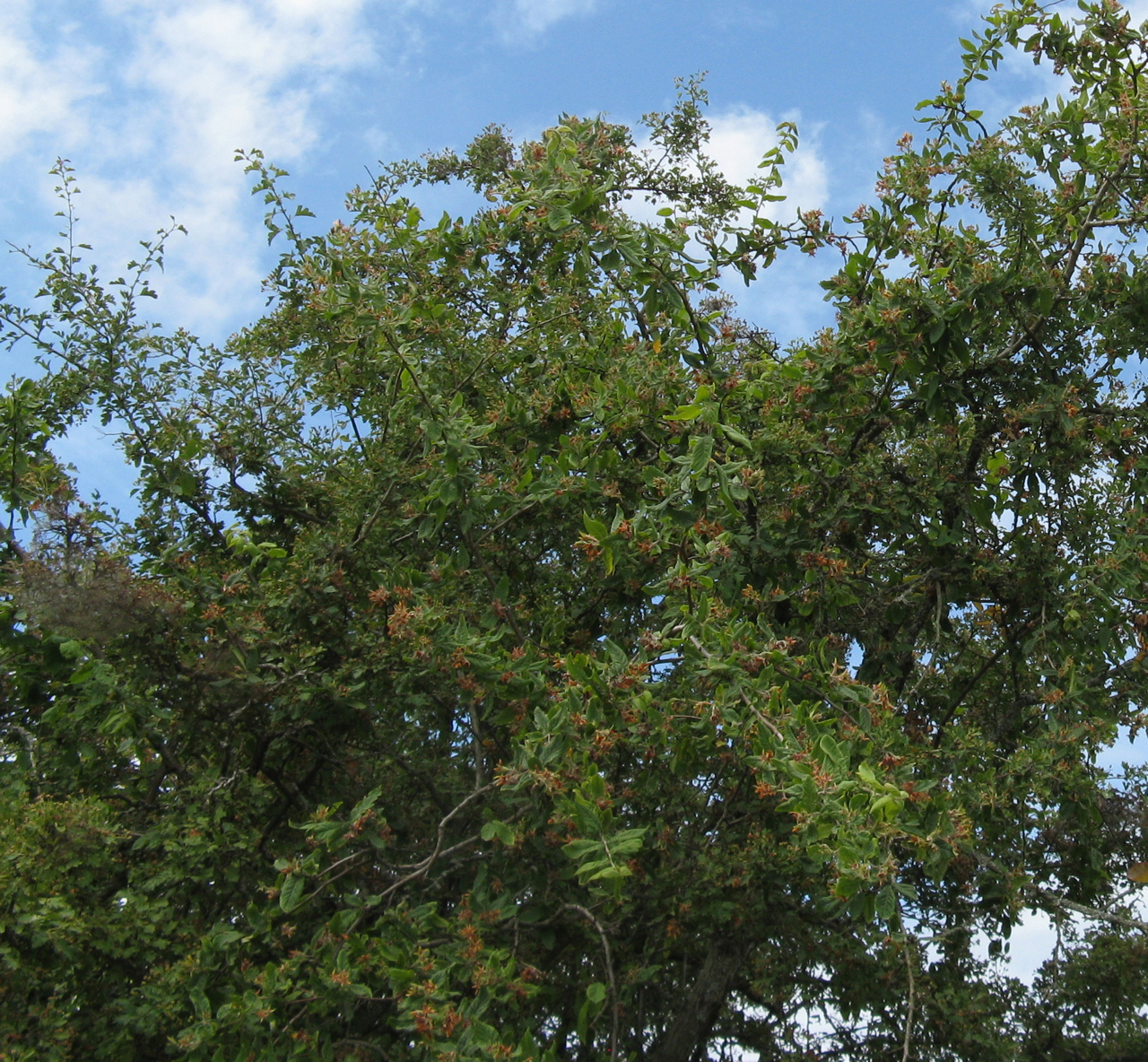
+Crataegomespilus dardarii se originó de Mespilus germanica injertado en un portainjertos de Crataegus monogyna.